# World Wide Award
Der World Wide Award (WWA) (deutsch etwa „Weltweiter Preis“) ist eine internationale Amateurfunkaktivität mit dem Ziel, Funkamateure aus aller Welt in einem Wettbewerb zu verbinden. Als Anreiz gibt es die Möglichkeit, ein Amateurfunkdiplom zu erhalten.

## Geschichte
Initiiert wurde der WWA vom Ham Innovation Team, das im Jahr 2022 die World Radiosport Team Championship (WRTC), eine Weltmeisterschaft für Funkamateure, organisiert hatte. Der WWA findet zweimal pro Jahr statt und zwar jeweils im Januar als einmonatiges Event und dann im Juli als einwöchige „Sprint“-Veranstaltung. Dabei wird unterschieden zwischen den Betriebsarten CW (Tastfunk), SSB (Sprechfunk) und digitalen Modi, wie beispielsweise FT8 oder RTTY (Funkfernschreiben). Als Bänder werden die gängigen von 10 m bis 80 m genutzt.
Um das WWA-Diplom zu erhalten, müssen mindestens 100 Punkte errungen werden, die für erfolgreiche QSOs (Verbindungen) vergeben werden. Als weiteren Anreiz gibt es eine Rangliste der Teilnehmer. Ähnlich wie bei anderen Amateurfunkaktivitäten, wie beispielsweise COTA (Castles on the Air) oder POTA (Parks on the Air), kann man als „Aktivator“ oder als „Jäger“ (englisch hunter) teilnehmen.
Der WWA ist inzwischen die weltweit größte Funkveranstaltung, was die Anzahl der Teilnehmer betrifft.